# Кочурино
Кочурино — деревня в Великоустюгском районе Вологодской области.
Входит в состав Усть-Алексеевского сельского поселения, с точки зрения административно-территориального деления — в Усть-Алексеевский сельсовет.
Расстояние по автодороге до районного центра Великого Устюга — 61 км, до центра муниципального образования Усть-Алексеево — 9 км. Ближайшие населённые пункты — Воронино, Ивернево, Пожарово.
По переписи 2002 года население — 5 человек.